# Leonard Cohen

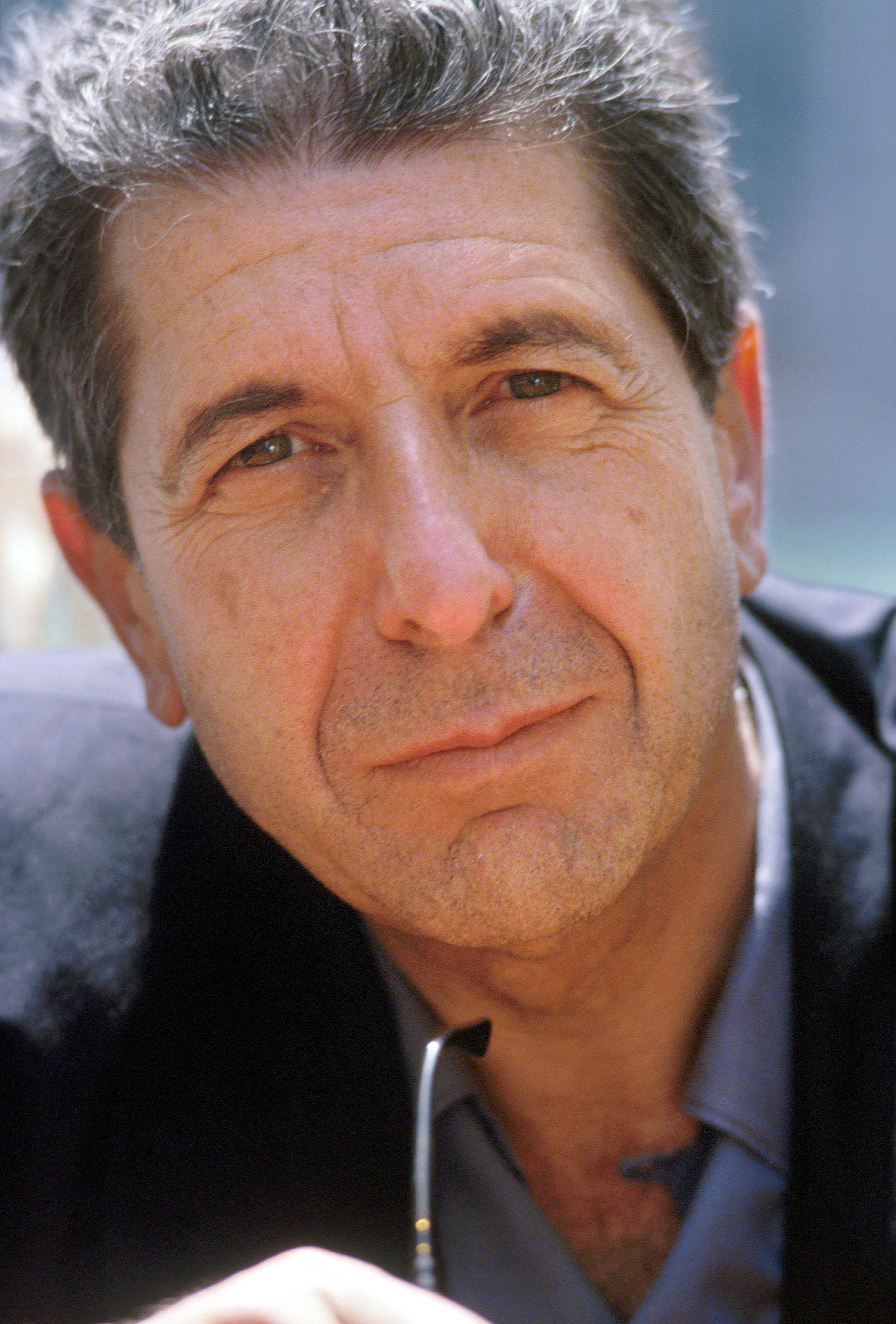
Leonard Cohen (1988)

Leonard Norman Cohen [lɛnərd ˈnɔː(r)mən ˈkoʊən] CC, GOQ (geboren am 21. September 1934 in Westmount, Provinz Québec; gestorben am 7. November 2016 in Los Angeles) war ein kanadischer Singer-Songwriter, Schriftsteller, Dichter und Maler.
Nachdem sich Cohen in Kanada bereits mit Gedichten und Romanen einen Namen gemacht und mit dem Kultroman Beautiful Losers (1966) einen internationalen Bestseller gelandet hatte, veröffentlichte er 1967 sein erstes Musikalbum, Songs of Leonard Cohen. Die kommerziell erfolgreiche LP mit Folksongs machte ihn international bekannt und leitete eine fast 50 Jahre andauernde Musikkarriere ein. Während seines künstlerischen Wirkens von 1956 bis 2016 schrieb Cohen zahlreiche Gedichtsammlungen und Romane und brachte 14 Studioalben sowie einige Livealben und Kompilationen heraus. Das letzte Album, You Want It Darker, erschien im Oktober 2016 kurz vor seinem Tod.
Seine melancholisch gefärbten poetischen Lieder wurden von zahlreichen Künstlern gecovert. Zu seinen bekanntesten Songs zählen Suzanne, Famous Blue Raincoat, Bird on the Wire und So Long, Marianne vom Beginn seiner Karriere sowie aus den 1980er Jahren First We Take Manhattan und Hallelujah. In den Liedtexten werden existenzielle Fragen zu Liebe, Freundschaft, Lebenssinn, menschlichem Leid, Tod und Spiritualität thematisiert.
In den deutschen Singlecharts gelang Cohen nur 1974 mit Lover Lover Lover ein Top-Ten-Hit, seine Alben waren dagegen auch in Deutschland immer sehr erfolgreich. Weltweit verkauften sie sich über sechs Millionen Mal.
Cohen erhielt zahlreiche Preise und Auszeichnungen, darunter neun Juno Awards, den Order of Canada, den Ordre national du Québec sowie den Prinz-von-Asturien-Preis in der Sparte Literatur und 2015 den Preis der deutschen Schallplattenkritik im Bereich Pop, Rock und Jazz für sein Lebenswerk. 1991 wurde er in die Canadian Songwriters Hall of Fame, 2006 in die Canadian Music Hall of Fame und 2008 in die Rock and Roll Hall of Fame aufgenommen. 2018 wurde ihm postum ein Grammy verliehen.

## Leben

### Herkunft

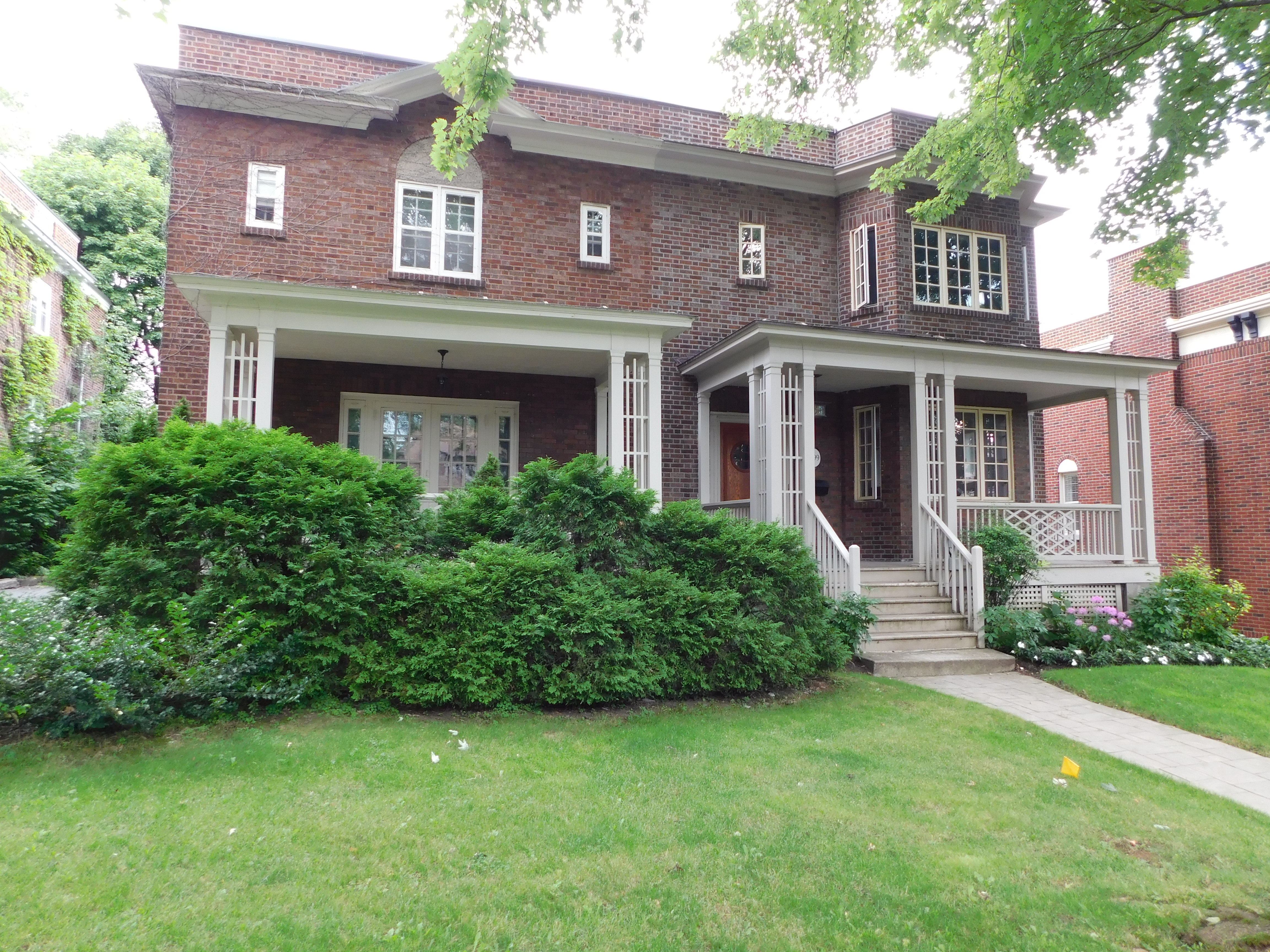
Das Wohnhaus der Familie in Westmount

Leonard Cohen wurde 1934 in eine wohlhabende, einflussreiche jüdische Familie in Westmount, einem überwiegend englischsprachigen Vorort von Montreal, geboren. Sein Urgroßvater Lazarus Cohen stammte aus Vilkaviškis in Litauen, wo er Lehrer an der örtlichen Jeschiwa (Religionsschule) war. 1860 wanderte er nach Kanada aus, war als Unternehmer erfolgreich und wurde Präsident der größten jüdischen Gemeinde von Montreal, Shaar Hashomayim.
Sein Sohn Lyon Cohen, Leonards Großvater, der als Textilkaufmann und Versicherungsmakler tätig war, folgte ihm 1914 im Amt des Synagogenvorstands. Dessen Sohn Nathan, Leonard Cohens Vater, war Ingenieur und übernahm später die Leitung des Textilkaufhauses. Er starb im Januar 1944, als Leonard neun Jahre alt war. Seine musisch interessierte Mutter Marsha (Masha) war die Tochter des aus Russland eingewanderten Rabbiners Solomon Klonitsky-Kline. Cohen hatte eine ältere Schwester, die 2014 starb.
Nach eigenen Angaben war er bereits als Kind von der mit seinem Familiennamen verbundenen religiösen Tradition beeindruckt – der Name Cohen weist ihn als einen der Kohanim aus, der jüdischen Tempelpriester, die direkte Nachfahren Aarons sein sollen. Er habe sich als Kind gewünscht, in weißer Kleidung das Allerheiligste zu betreten „und mit den tiefsten Quellen meiner Seele zu verhandeln“.

### Jugend
Im Alter von 13 Jahren erlernte Cohen das Gitarrenspiel, nach eigenen Angaben, um ein Mädchen zu beeindrucken. Wenig später hatte er kleine Auftritte in Cafés. Mit 15 Jahren spielte er in einer dreiköpfigen Country-Band namens Buckskin Boys. 1955 schloss er ein Studium im Fach Englische Literatur an der McGill University ab. Danach arbeitete er eine Zeitlang im Betrieb seines Vaters.

### Cohen als Schriftsteller
Die Musik spielte für Cohen zunächst eine untergeordnete Rolle, da er sich in einem universitären Debattierclub engagierte und eine Karriere als Schriftsteller anstrebte. Sein Erstlingswerk, der Gedichtband Let Us Compare Mythologies, erschien 1956 in einer Erstauflage von 500 Exemplaren. Darin lassen sich bereits viele seiner späteren Hauptthemen ausmachen. Das folgende Buch, The Spice-Box of Earth (1961), machte ihn vor allem innerhalb Kanadas bekannt, aber auch im Ausland wurde man auf ihn aufmerksam.
In den folgenden Jahren führte Cohen ein unstetes Leben. Stipendien und die Einnahmen aus dem Verkauf seiner Bücher ermöglichten ihm längere Reisen durch Europa, bis er sich von 1960 bis 1967 auf der griechischen Insel Hydra niederließ. Hier lebte er einige Jahre mit der Norwegerin Marianne Ihlen, die, so Ihlen, zu seiner Muse wurde. Von Hydra aus veröffentlichte er die Romane The Favourite Game (1963) und Beautiful Losers (1966) sowie den Gedichtband Flowers for Hitler (1964).

### Wechsel zur Musik
Obwohl Cohen nicht über eine gute Singstimme verfügte – die deutsche Musikzeitschrift Sounds attestierte ihr, in den höheren Lagen gerate sie „leicht ins Krächzen“, laut dem Neuen Rocklexikon klinge sie wie die „eines alten Bluessängers, dem bereits die hohen Töne fehlen“, – versuchte er sich nach seiner Rückkehr nach New York 1967 als Singer-Songwriter. Zu dieser Zeit hatte die US-Folksängerin Judy Collins schon Texte und Lieder von ihm interpretiert, darunter Suzanne. Cohen wohnte damals im Chelsea Hotel. Mit Chelsea Hotel No. 2, einem Lied über seine Beziehung zu Janis Joplin, setzte er dem Hotel später ein Denkmal.
In Greenwich Village lernte Cohen Joni Mitchell kennen, die wie er aus Kanada stammt. Die beiden hatten ein Jahr lang eine Liebesbeziehung. In einer Art Songwriting-Wettbewerb schrieben sie jeweils einen eigenen Song mit dem Titel Winter Lady. Mitchell verarbeitete die Beziehung zu Cohen in den Songs Wizard of Is, Chelsea Morning, Rainy Night House, A Case of You, That Song About the Midway und The Gallery.
Nach Konzerten in Großbritannien (z. B. im Frühjahr 1964 im Haymarket Folk Club in Edinburgh) hatte Cohen seinen Durchbruch als Sänger 1967 auf dem Newport Folk Festival. Der Produzent John Hammond von Columbia Records entdeckte ihn und sah in ihm einen zweiten Bob Dylan. So kam Cohens erstes Album, Songs of Leonard Cohen, zustande. Die melancholische Platte wurde in der Folk- und Songwriterszene ein großer Erfolg. Lieder wie Suzanne, Sisters of Mercy und So Long, Marianne gehören noch heute zu Cohens bekanntesten Kompositionen. The Stranger Song, Winter Lady und Sisters of Mercy erschienen im Soundtrack von Robert Altmans Anti-Western McCabe & Mrs. Miller, dessen melancholische Stimmung maßgeblich von den Cohen-Songs geprägt wird.
Zunächst sah Cohen in der Musik nur ein Mittel, um Geld zu verdienen und sich wieder seiner dichterischen Tätigkeit widmen zu können. Diese Haltung gab er mit zunehmendem Erfolg auf.

### Etablierter Musiker

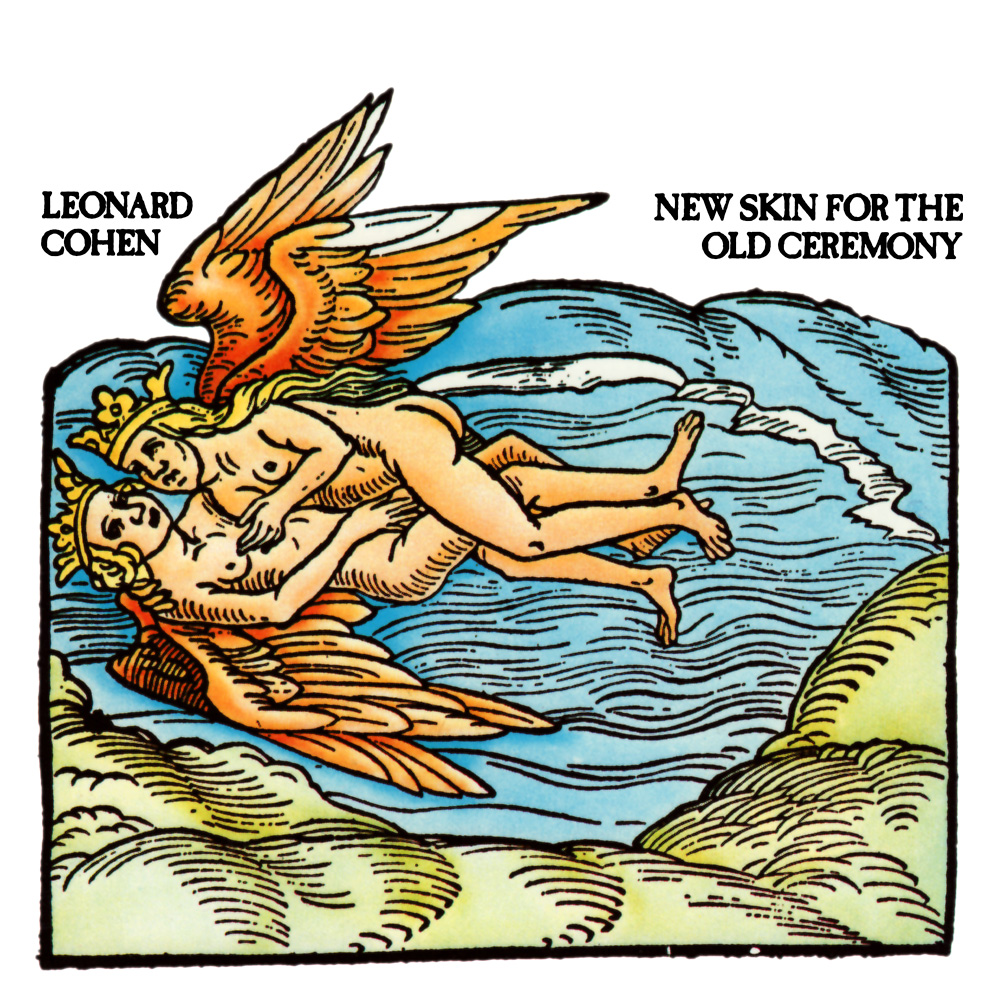
Plattencover New Skin for the Old Ceremony (1974)

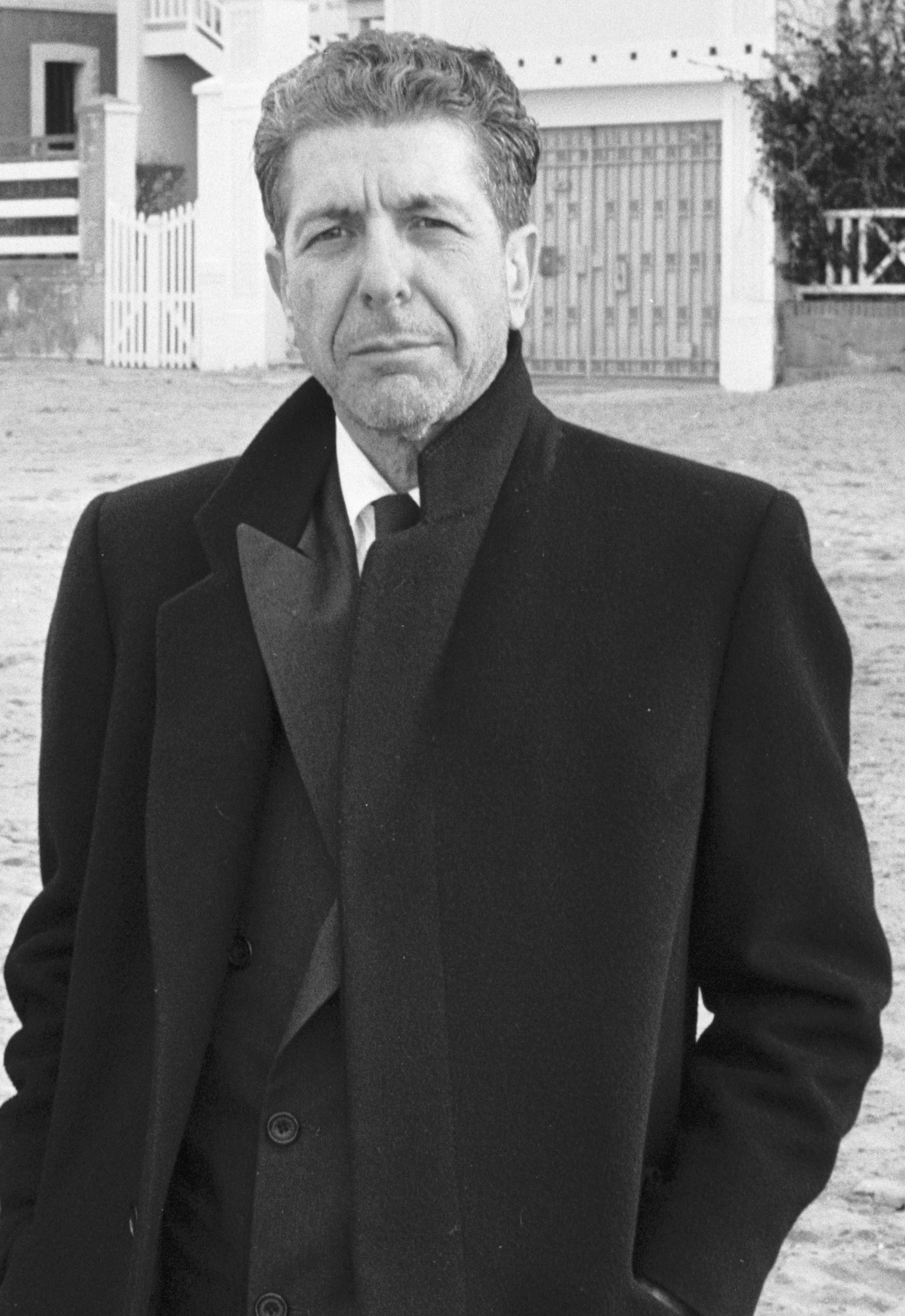
Leonard Cohen (1988)

Auch auf den beiden nächsten Alben Songs from a Room (1969) und Songs of Love and Hate (1971) blieb Cohen seiner musikalischen Richtung treu. Songs from a Room, das unter anderem Bird on the Wire enthält, festigte seine Stellung als Songwriter und erzielte vor allem in Europa hohe Verkaufszahlen. Kris Kristofferson war so angetan von den ersten Zeilen, dass er sie als Epitaph auf seinem Grabstein sah: „Like a bird on a wire / Like a drunk in a midnight choir / I have tried, in my way, to be free.“ Songs of Love and Hate, entstanden in einer persönlichen Krise, gilt als das traurigste Album Cohens. Kritiker schrieben damals, es sollten Rasierklingen mitgeliefert werden, damit man sich gleich die Pulsadern öffnen könne. 
1970 war Cohen einer der Headliner beim Isle of Wight Festival. Mit einem Livealbum verabschiedete er sich 1972 zunächst vom Musikgeschäft, um sich wieder mehr der Literatur zu widmen. 1973 reiste er nach Ausbruch des Jom-Kippur-Kriegs von Griechenland nach Israel, wo er auf Initiative des israelischen Musikers Oshik Levi mit diesem und weiteren israelischen Musikern, darunter Matti Caspi, auf der Sinai-Halbinsel vor israelischen Soldaten auftrat. In dieser Zeit entstand der Song Lover, Lover, Lover. Eine Strophe über israelische Soldaten, die er damals sang, wurde bei der Aufnahme 1974 aus dem Lied gestrichen:
I went down to the desert to help my brothers fight
I knew that they weren’t wrong
I knew that they weren’t right
But bones must stand up straight and walk
And blood must move around
And men go making ugly lines
Across the holy ground.
1974 erschien das von John Lissauer produzierte Studioalbum New Skin for the Old Ceremony. Als Grund für die erneute Hinwendung zur Musik gab Cohen Geldsorgen an. New Skin for the Old Ceremony klingt durch die ausgeprägte orchestrale Begleitung anders als frühere Werke Cohens, die Texte konzentrieren sich wieder stärker auf das Thema Liebe. Cohen sagte, diese Platte sei „weniger neurotisch“ als die vorhergehenden.
Die 1977 veröffentlichte LP Death of a Ladies’ Man entstand in Zusammenarbeit mit Phil Spector. Die pathosreiche Mischung aus Spectors starker Instrumentierung, dem sogenannten Wall of Sound, und Cohens Gesang sorgte für Kontroversen. Auch Cohens Verhältnis zu dem Album war zwiespältig, wohl auch deswegen, weil es zum Streit zwischen ihm und Spector kam, der die Tonbänder beim Abmischen gegen Cohens Zugriff sichern musste. Cohen bezeichnete die Zusammenarbeit mit Spector später als „Katastrophe“.
Mit dem im September 1979 erschienenen Album Recent Songs kehrte Cohen zum intimen Folksong-Klang zurück. Zugleich zeichnete sich eine Hinwendung zu religiösen Themen ab. Diese Entwicklung erreichte in dem nach längerer Pause 1984 erschienenen Album Various Positions ihren Höhepunkt. Es enthält neben dem gebetsartigen If It Be Your Will, das Cohen als seinen besten Song bezeichnete, das oft gecoverte Hallelujah. Der Titel des Albums weist auf den Abwechslungsreichtum der gewählten Stücke hin. Anstelle der Selbstzweifel, die seine frühen Alben prägten, zeugten seine Texte nun auch von Humor und Selbstironie.  Das Album wurde von Columbia als nicht kommerziell genug betrachtet und daher nicht in den USA veröffentlicht. Es erschien dort schließlich bei dem kleinen Label Passport Records.
Nachdem Jennifer Warnes 1987 mit großem Erfolg das nur aus Cohen-Songs bestehende Tributealbum Famous Blue Raincoat veröffentlicht hatte, brachte Cohen ein Jahr später I’m Your Man heraus. Auf diesem Album, das erstmals von Synthesizer-Klängen geprägt ist, stechen das oft gecoverte First We Take Manhattan und Tower of Song, eines seiner persönlichsten Lieder, hervor. Das 1992 erschienene The Future ist ein bitteres, misanthropisches Werk. Zeilen wie „I’ve seen the future, it is murder“ zeigen, dass Cohen den naiven Optimismus der Gesellschaft nicht teilen wollte. Das schon im Titel als „Hymne“ bezeichnete Anthem wurde von seiner damaligen Lebensgefährtin, der Schauspielerin Rebecca De Mornay, produziert. 1994 wurde das Lied Waiting for the Miracle zur Titelmelodie von Oliver Stones Film Natural Born Killers. In den 1990er Jahren entstanden mit I’m Your Fan (1991) und Tower of Song (1995) zwei weitere Tribute-Alben mit Beiträgen internationaler Musiker.

### Rückzug, Comeback und Spätwerk

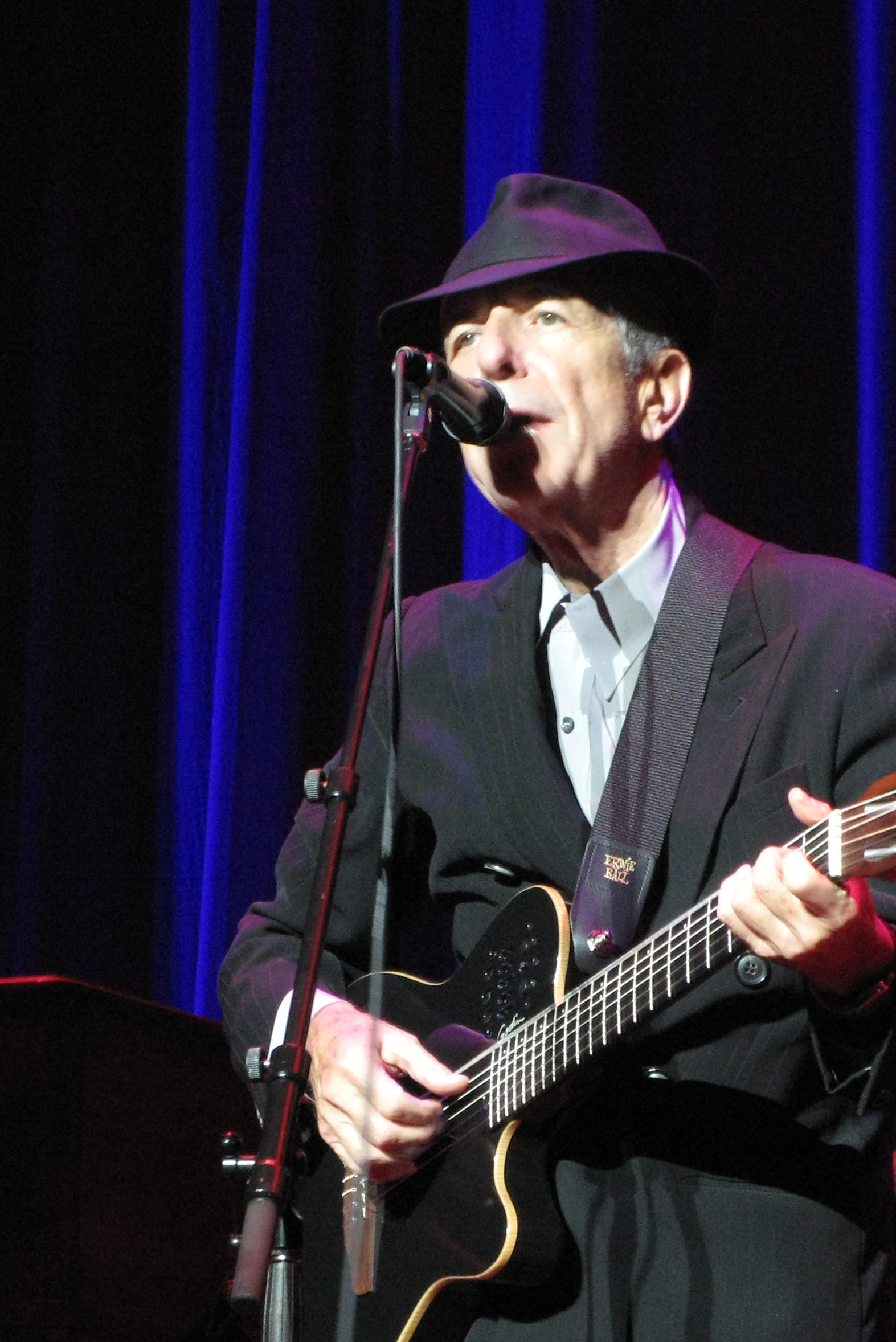
Leonard Cohen mit seinem Markenzeichen, dem Fedora (2008)

In den folgenden Jahren zog sich Cohen in ein buddhistisches Kloster, das Mount Baldy Zen Center nahe Los Angeles, zurück, wo er sich der Zen-Meditation widmete. 1996 wurde er unter dem Namen Jikan (der Stille) zum buddhistischen Mönch ordiniert und arbeitete für den Rōshi Kyozan Joshu Sasaki als Koch und Fahrer.
Erst 2001 erschien das Album Ten New Songs, das von seiner Backgroundsängerin Sharon Robinson auf Gedichte und Texte Cohens komponiert wurde. 2004 erschien Dear Heather, sein elftes Studioalbum. Es setzte den Sound von Ten New Songs fort, erweiterte ihn jedoch durch Bläser und Keyboards. Cohens ehemalige Backgroundsängerin und spätere Lebensgefährtin Anjani hat einen starken Gesangsanteil. Neben im Sprechgesang vorgetragenen Versen von Lord Byron und dem kanadischen Juristen und Dichter Francis Reginald Scott enthält das Album mit dem gospelartigen Song On that Day eine Reminiszenz an die Terroranschläge des 11. September in New York.
2005 brachte die Filmproduzentin Lian Lunson unter dem Titel Leonard Cohen: I’m Your Man einen Film über Cohen heraus. 2006 veröffentlichte Anjani Blue Alert, für das Cohen die Texte schrieb und das er produzierte. Im Frühjahr 2007 erschienen seine drei ersten LPs in einer remasterten Version, mit zwei zuvor unveröffentlichten Titeln auf Songs of Leonard Cohen, zwei Alternativversionen auf Songs from a Room sowie einer frühen Version eines Lieds auf Songs of Love and Hate.
Cohens Tochter entdeckte Ende 2004, dass seine Managerin und kurzzeitige Partnerin Kelley Lynch sein Vermögen in Höhe von mehreren Millionen Dollar fast vollständig veruntreut hatte. Cohen verklagte Lynch und gewann den Prozess, das Geld blieb jedoch verschwunden. Der finanzielle Verlust wird als Grund für die späte Konzertkarriere Cohens angesehen. Erstmals nach 15 Jahren begab sich der nun über Siebzigjährige auf eine ausgedehnte Tournee. 2008 gab er Konzerte in Kanada und Europa, 2009 in Neuseeland, Australien, den USA und Kanada sowie im Sommer erneut in Europa. Im September 2009, auf seiner dritten Konzertreise nach Israel, sprach Cohen hebräische Verse aus dem Buch Numeri und segnete die 50.000 Zuhörer in Ramat Gan mit den Worten und Gesten eines Priesters. Während seiner Welttournee erlitt er bei einem Konzert in Valencia einen Schwächeanfall. Im März 2009 erschien die Aufnahme eines Konzertes in der Londoner O2-Arena vom 17. Juli 2008 unter dem Titel Live in London als CD-Doppelalbum und Video-DVD. 2010 absolvierte Cohen abermals eine Welttournee und gab fünf Konzerte in Deutschland. Unter dem Titel Songs from the Road erschien auch zu dieser Tour ein Live-Album, sowohl auf CD als auch auf DVD und Blu-ray Disc.

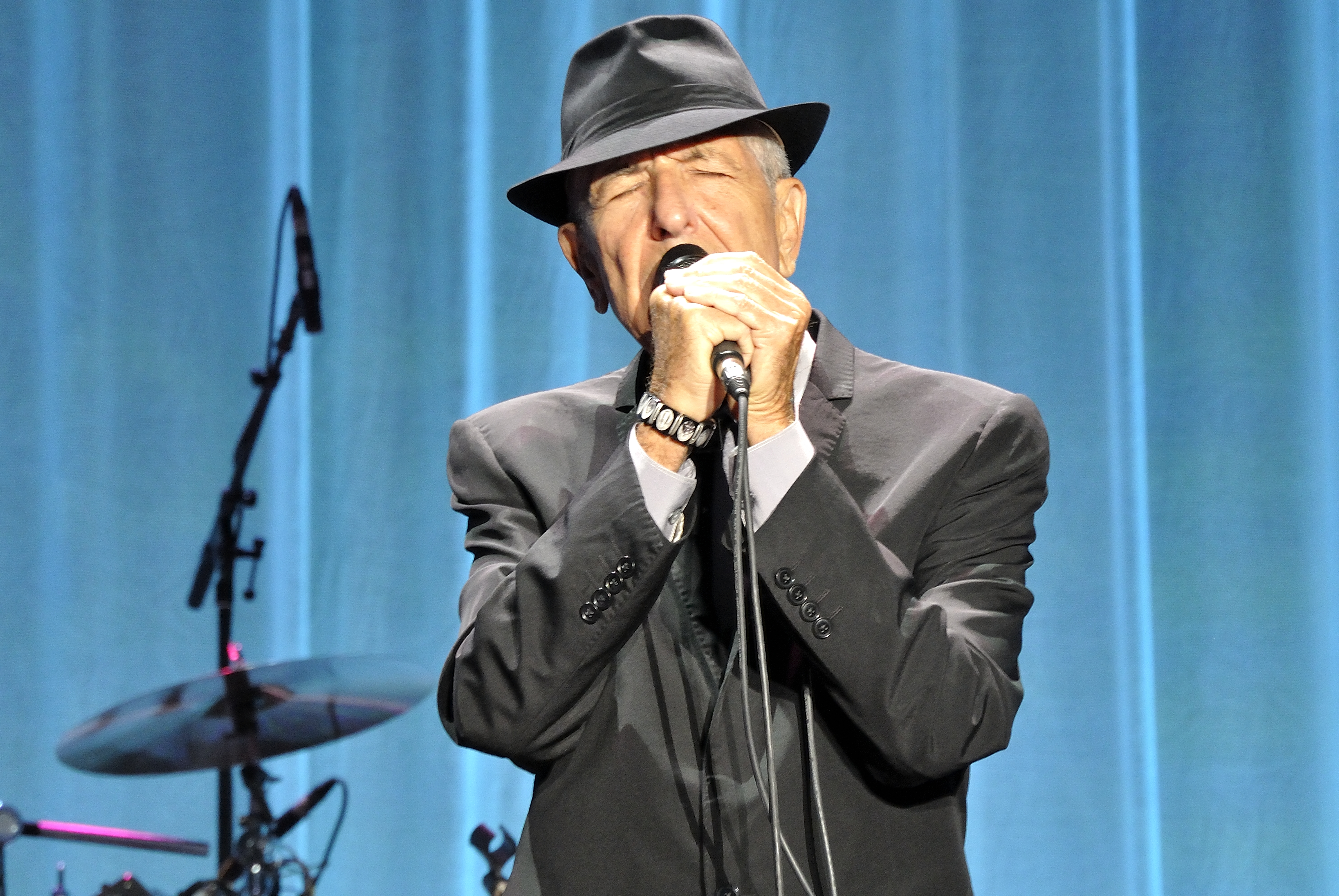
Leonard Cohen, (2013)

Im Januar 2012 erschien das Studioalbum Old Ideas, dem zwei Jahre später Popular Problems sowie der Konzertmitschnitt Live in Dublin folgten. Im März 2015 erhielt Popular Problems den kanadischen Juno Award als Album des Jahres. Im Mai 2015 erschien Can’t Forget: A Souvenir of the Grand Tour, das neben bekannten Titeln zwei neue Stücke, Never Gave Nobody Trouble und Got a Little Secret, enthält.

### Letztes Album zu Lebzeiten
Am 21. Oktober 2016, 17 Tage vor seinem Tod, erschien Cohens 17. Studioalbum You Want It Darker, das in mehreren Ländern, darunter Österreich und Kanada, die Spitze der Charts erreichte. In diesem Werk ist der charakteristische Chor aus sphärischen Frauenstimmen sehr reduziert eingesetzt. Zu den spirituellen Texten, die teilweise den Talmud zitieren, ist erstmals ein Männerchor zu hören, der Chor seiner Montrealer Synagoge Shaar Hashomayim. Das Album wird als Kaddisch, als ein von Cohen für sich selbst aufgenommenes Totengebet, interpretiert. Darauf weisen Textzeilen hin wie „Show me the place“, „I’m leaving the table“, „I’m out of the game“, „Blow out the flame“ und das eindeutige „Hineni (I’m ready, my Lord)“.

### Weiteres Album postum
Am 22. November 2019 erschien das Album Thanks for the Dance, das neun neue Songs enthält. Die Aufnahmen stammen aus der Zeit kurz vor Cohens Tod, der laut Sony seinen Sohn Adam gebeten hatte, „weitere Stücke, zu denen oft nur der Gesang vorlag, noch zum Abschluss zu bringen“.

### Malerei
Cohen war auch als bildender Künstler tätig. Neben Selbstporträts und Porträts malte oder zeichnete er Objekte (darunter Musikinstrumente wie Gitarren), Stillleben und Tiere sowie Frauenakte. Seine Werke wurden unter anderem auf dem Jazz-Festival 2010 in Montreal, in Palo Alto, Oslo, Manchester, Finnland und Spanien ausgestellt. Das Museum für Gegenwartskunst in Montreal (Musée d’Art Contemporain de Montréal) zeigte im Rahmen der Feierlichkeiten zum 375-jährigen Bestehen der Stadt von November 2017 bis April 2018 die Ausstellung Leonard Cohen: Une brèche en toute chose/A Crack in Everything.

### Order of the Unified Hearts
Cohen ist der Gründer des Ordens der Vereinigten Herzen (Order of the Unified Hearts; Ordre des cœurs unifiés). Dessen Symbol, zwei ineinander verwobene Herzen, ist auf seinem Grabstein eingemeißelt und nimmt den Platz eines Davidsterns ein, dem es in der formalen Gestaltung nachempfunden ist.

### Privates

#### Familie und Frauen
Cohen, der nie verheiratet war, bekam mit der Kalifornierin Suzanne Elrod zwei Kinder. Adam Cohen (* 1972) ist ebenfalls Musiker. Die nach Federico García Lorca benannte Tochter Lorca Cohen (* 1974) begleitete Cohen von 2008 bis 2010 als Fotografin und Filmerin auf seinen Tourneen.
Cohen wurde von der Öffentlichkeit als „Ladies’ Man“ wahrgenommen, und seine Beziehungen zu Frauen inspirierten ihn zu einigen seiner größten Erfolge. Suzanne bezieht sich auf Suzanne Verdal, die damalige Frau des mit Cohen befreundeten Québecer Bildhauers Armand Vaillancourt. 
Die Norwegerin Marianne Ihlen wird mit verschiedenen Songs, darunter Bird on a Wire und So long, Marianne, in Verbindung gebracht. Ihlen, für Cohen die schönste Frau, der er jemals begegnet ist, war in den 1960er Jahren mehrere Jahre lang seine Lebensgefährtin auf Hydra; nach dem Ende ihrer Beziehung verband sie eine lebenslange Freundschaft. Der britische Filmemacher Nick Broomfield ging der Liebesgeschichte zwischen Cohen und Ihlen 2019 in dem Dokumentarfilm Marianne & Leonard: Words of Love nach. Die Beziehung der beiden ist außerdem Thema der deutsch-kanadisch-norwegischen Fernsehserie So Long, Marianne, die 2024 ausgestrahlt wurde.
In den 1960er Jahren war Cohen in die deutsche Underground-Künstlerin Nico verliebt. Für sie schrieb er den Song Take this longing. Zu den Frauen, mit denen er in den 1970er Jahren Liebesaffären hatte, gehören die Sängerinnen Joni Mitchell und Janis Joplin.
In den 1980er Jahren bestand eine Beziehung mit der französischen Fotografin Dominique Issermann, die unter anderem die Cover bzw. Booklets zweier Alben (More Best of Music, I’m your Man) sowie für sein Buch Stranger Music gestaltete und die Aufnahmen zum Video zu First We Take Manhattan machte.
Anfang der 1990er Jahre war Cohen mit der Schauspielerin Rebecca De Mornay verlobt. Das Album Future wurde von ihr koproduziert und ist ihr indirekt durch ein Zitat aus dem Buch Genesis über Rebekka, die zum Brunnen geht, gewidmet.
In den letzten Jahren lebte Cohen mit der Musikerin Anjani Thomas zusammen, die er seit 1984 kannte. Gemeinsam schrieben und produzierten sie unter anderem Anjanis Album Blue Alert.

#### Krankheit und Tod

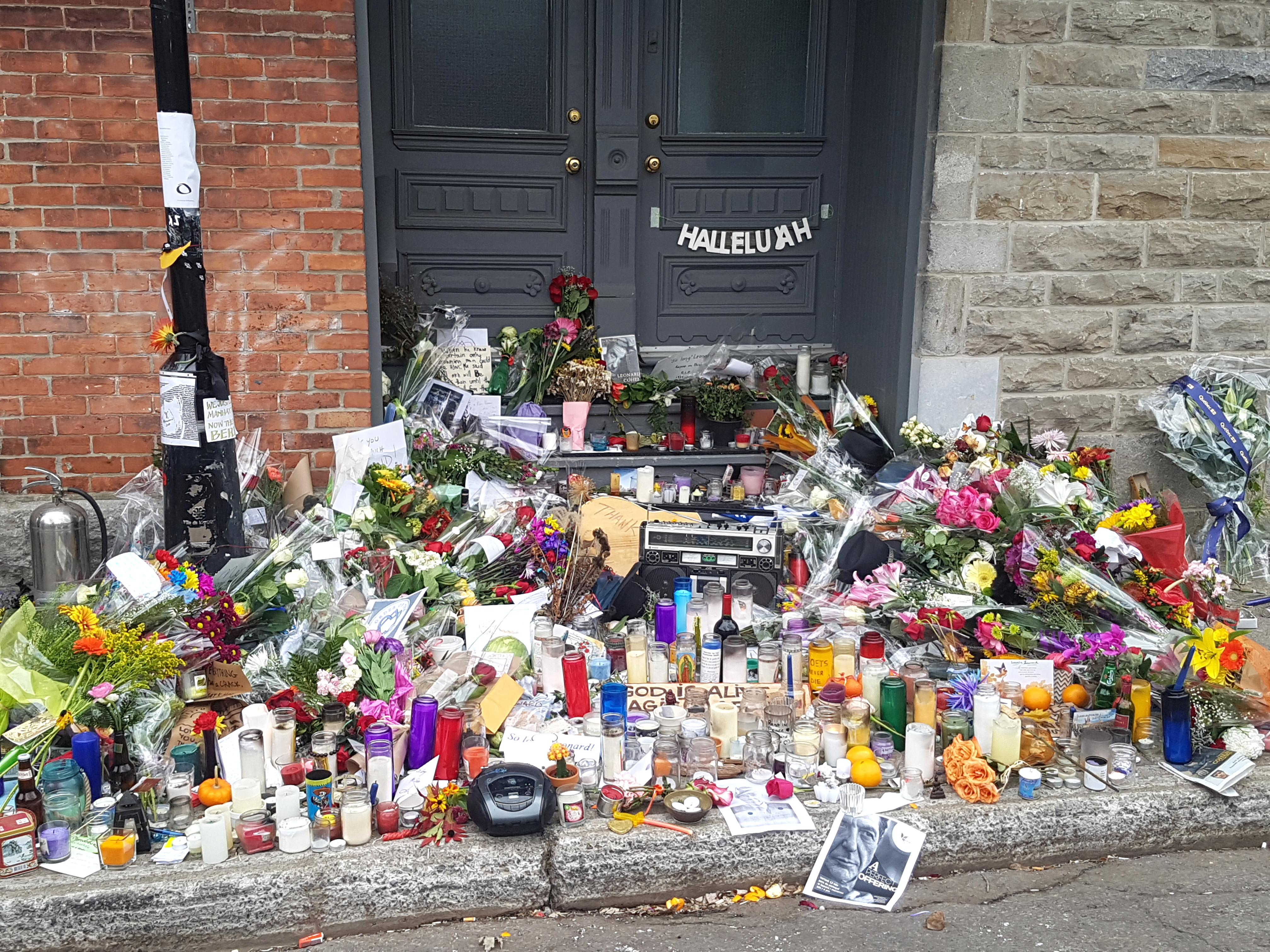
Blumenniederlegungen vor seiner Montrealer Wohnung

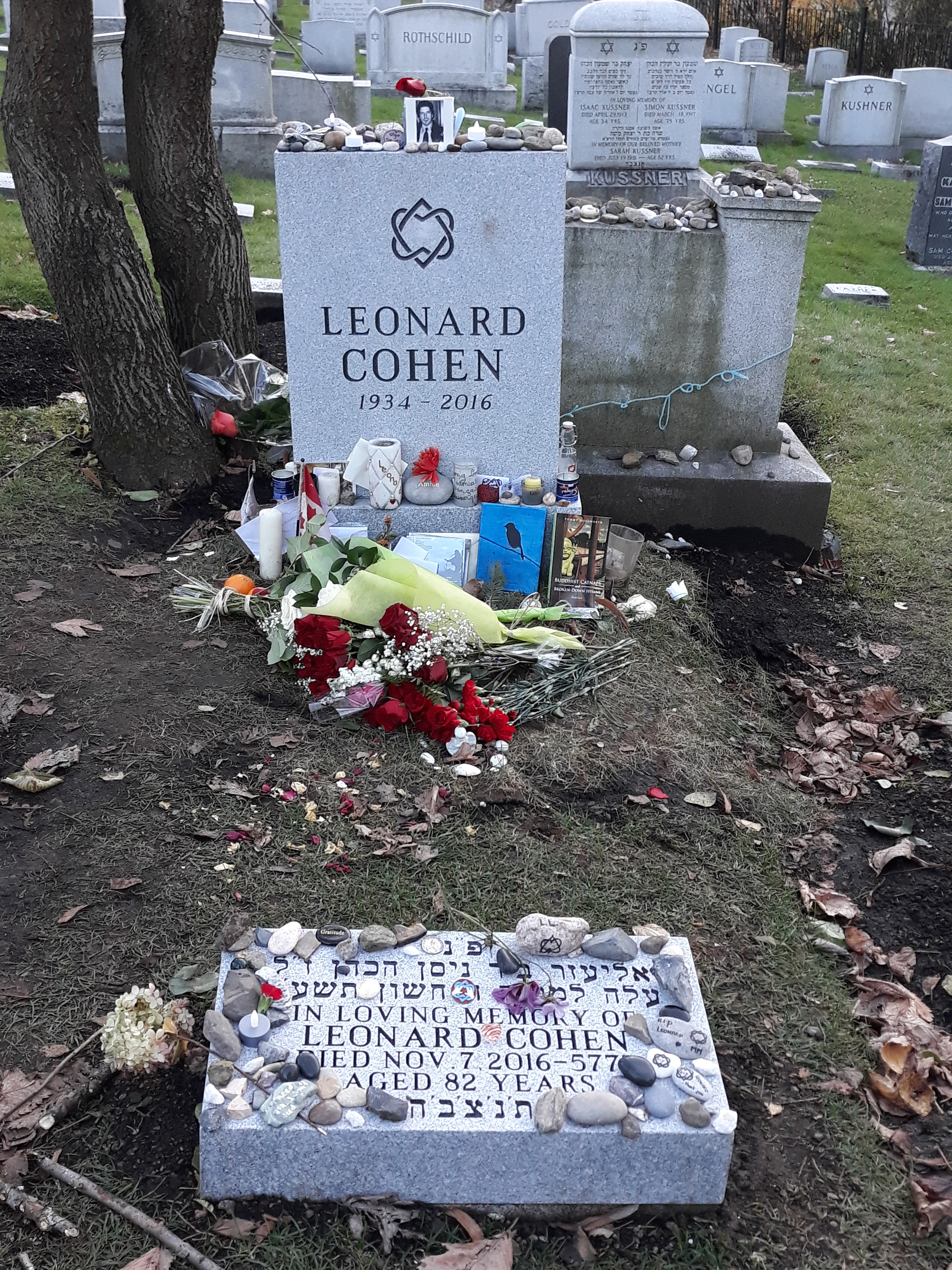
Cohens Grabstein auf dem Jüdischen Friedhof in Montreal

Cohen wurde bereits als Schüler als ruhige, doch selbstbewusste, natürliche Führungspersönlichkeit beschrieben. Dennoch wurde er von heftigem Lampenfieber gequält. Er kämpfte sein Leben lang mit Depressionen. „Wenn ich von Depressionen spreche, spreche ich von klinischen Depressionen, die der Hintergrund meines ganzen Lebens sind, ein Hintergrund voller Angst und Beklemmung, einem Gefühl, dass nichts richtig läuft, dass Zufriedenheit nicht möglich ist und alle Strategien in sich zusammenfallen.“ Er probierte diverse Mittel aus, um die Depressionen zu besiegen, und war jahrzehntelang starker Raucher. Sein fünfjähriger Rückzug in ein buddhistisches Kloster führte nach eigenen Aussagen über Gedankenkontrolle („mind control“) zu einer gewissen Linderung.
Cohen starb am 7. November 2016 in seinem Haus in Los Angeles im Alter von 82 Jahren, ursächlich waren Blutgerinnungsstörungen durch eine Leukämieerkrankung in Kombination mit einem Sturz. Noch vor Bekanntgabe seines Todes wurde er am Abend des 10. November 2016 in der Familiengrabstätte in Montreal auf dem jüdisch-orthodoxen Friedhof Shaar Hashomayim Cemetery beigesetzt.
Zur Ehrung des Künstlers wurden die Staatsflaggen in Montreal auf halbmast gesetzt.

## Künstlerische Wirkung

### Auszeichnungen (Auswahl)
Bereits 1991 wurde Cohen im Zuge seiner ersten Juno Awards-Verleihung in die kanadische Songwriters Hall of Fame und 2006 in die kanadische Music Hall of Fame aufgenommen.
Am 10. März 2008 erhielt Leonard Cohen Eingang in die US-amerikanische Rock and Roll Hall of Fame. Die Aufnahmezeremonie fand im New Yorker Hotel Waldorf Astoria statt.
Als 77-Jähriger erhielt er 2011 den Prinz-von-Asturien-Preis. In der Begründung ihrer Wahl hob die Jury heraus, Cohen sei „einer der einflussreichsten Autoren unserer Zeit, der auf wunderbare Weise die wesentlichen Themen der Menschheit in großer Tiefe erkundet“ habe. Im selben Jahr wurde er in die American Academy of Arts and Sciences gewählt.
2015 erhielt er für sein musikalisches Gesamtwerk die sogenannte Nachtigall, den Lebensleistungs-Preis der deutschen Schallplattenkritik. Mehrfach gewann er den renommierten Juno Award in seinem Heimatland Kanada, zuletzt posthum den Juno Award 2017 in den Kategorien „Album of the Year“ (für You Want It Darker) und „Artist of the Year“. Sein Album Popular Problems gewann den Juno Award „Album of the Year“ 2015.
2017 wurde ein Asteroid nach ihm benannt: (24732) Leonardcohen.
Für den Titelsong seines letzten Albums You Want It Darker bekam Cohen bei den Grammy Awards 2018 posthum eine Auszeichnung in der Kategorie „Beste Rockdarbietung“.

### Coverversionen
Auf der Fan-Webseite The Leonard Cohen Files finden sich nach deren Angaben über 3100 verschiedene Coverversionen von Leonard-Cohen-Songs. Viele Künstler waren mit ihren Interpretationen wesentlich erfolgreicher als Cohen selbst, für dessen Aufnahmen minimalistische Arrangements charakteristisch sind. Beispiele dafür sind First We Take Manhattan (Joe Cocker, Jennifer Warnes, R.E.M.), Bird on the Wire (Judy Collins, Johnny Cash) und insbesondere Hallelujah (u. a. Jeff Buckley, John Cale, Bono, Justin Bieber, Bob Dylan, Sheryl Crow, Rufus Wainwright, Bon Jovi, k.d. lang und Justin Timberlake). Der italienische Singer-Songwriter Fabrizio De André sang Mitte der 1970er Jahre mehrere Cohen-Songs auf Italienisch, darunter Suzanne und Joan of Arc. Nick Cave interpretierte 1984 Avalanche.
Der niederländische Sänger Herman van Veen coverte über die Jahre mehrere Cohen-Songs, so sang er sowohl eine deutsche als auch eine niederländische Version von Suzanne. Deutsche Versionen von Suzanne – mit je unterschiedlichen Texten – sangen zudem Dunja Rajter (1970), Jürgen Marcus (1975), Howard Carpendale (1981) und Gunther Emmerlich (2002). Bird on the Wire wurde u. a. von den Neville Brothers (in dem Film Ein Vogel auf dem Drahtseil mit Mel Gibson) sowie von Katja Ebstein auf Deutsch unter dem Titel Vogel im Wind gecovert.
Der polnische Künstler Maciej Zembaty übersetzte und interpretierte Gedichte und mehr als 60 Cohen-Lieder in polnischer Sprache. Die polnische Version von The Partisan wurde zur inoffiziellen Hymne der Solidarność während der Zeit des Kriegsrechts in Polen. Der Kölner Sänger Wolfgang Niedecken übertrug 1988 First We Take Manhattan auf Kölsch, ebenso 2001 Famous Blue Raincoat und 2007 Chelsea Hotel No. 2.
Die deutsche Gruppe Adoro singt seit 2011 bei Liveauftritten Hallelujah in einer von Cohen genehmigten deutschen Übertragung von Misha Schoeneberg (Texter von Rio Reiser). Reiser sollte eine Reihe der von Schoeneberg übersetzten Lieder aufnehmen, starb aber vorher. Eine jiddische Fassung von Hallelujah präsentiert der Berliner Singer-Songwriter und Klezmer-Musiker Daniel Kahn.

### Tributealben und Gedenkkonzert
Unter den bislang erschienenen Tributealben sind die bedeutendsten I’m Your Fan (1991), auf dem unter anderem die Pixies, Nick Cave and the Bad Seeds und R.E.M. Cohen-Titel interpretieren, und Tower of Song: The Songs of Leonard Cohen (1995, u. a. mit Sting und Elton John). 2006 erschien ein weiteres Tributealbum mit dem Titel I’m Your Man (u. a. mit der Band U2). Der US-amerikanische Komponist Philip Glass veröffentlichte 2007 das Doppelalbum Book of Longing – A Song Cycle based on the Poetry and Images of Leonard Cohen. Zu Cohens 80. Geburtstag im Jahr 2014 wurden die von Misha Schoeneberg ins Deutsche übertragenen Songs von verschiedenen Künstlern für Poem – Leonard Cohen in Deutscher Sprache aufgenommen. Zum 55. Jahrestag des Master Songs erschien die Tribute-Platte We Want It Darker von Bianca Stücker und Mark Benecke.

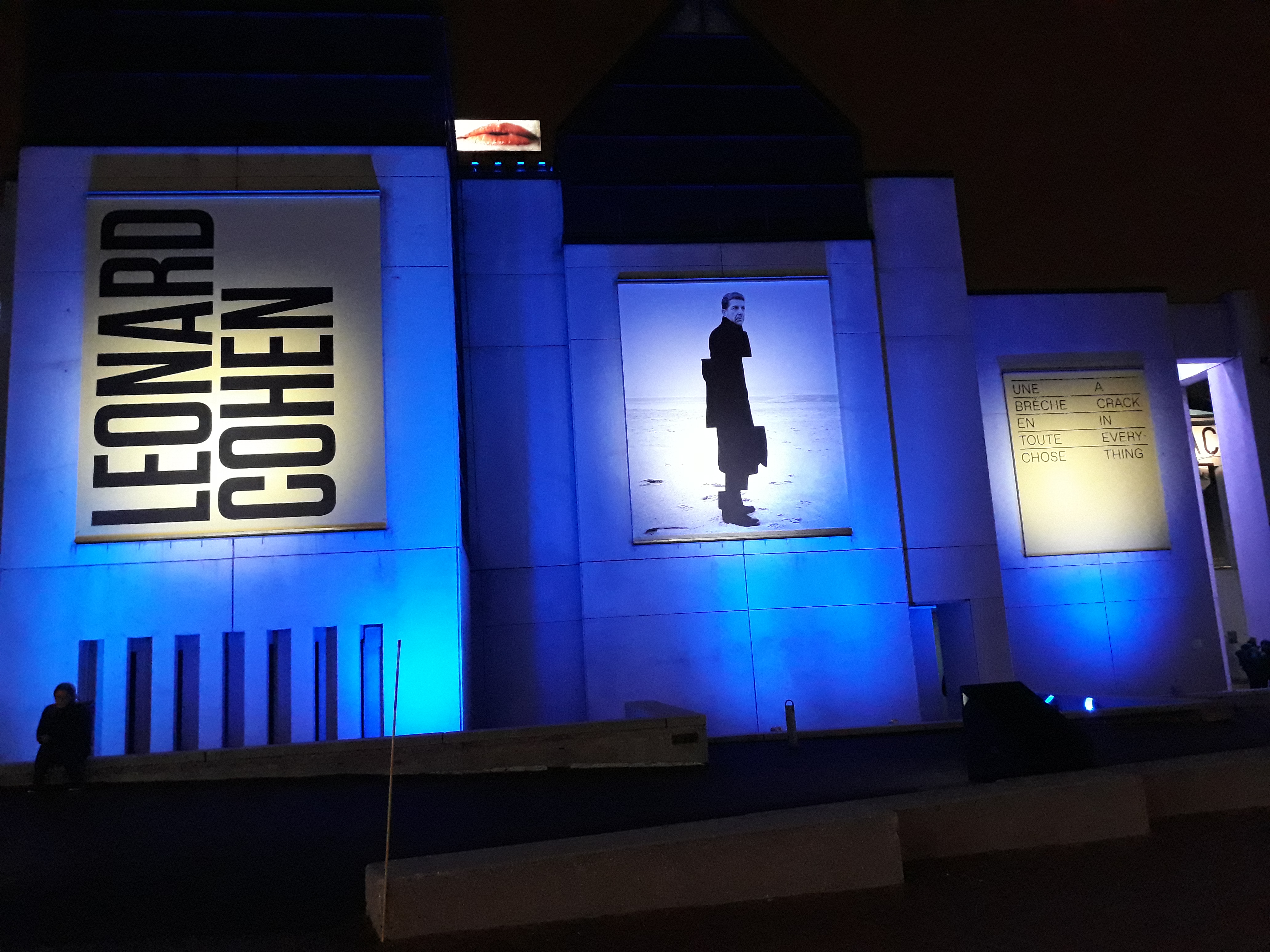
Blue November night in Montreal

Am Vorabend seines ersten Todestags fand am 6. November 2017 im Centre Bell in Montreal ein mit Tower of Song betiteltes Konzert statt. Künstler wie Sting, Elvis Costello, Courtney Love, Damien Rice, Feist, Lana Del Rey oder Cœur de Pirate und Adam Cohen, der das Memorial initiiert hat, interpretierten bekannte Werke Cohens. Der Chor der jüdischen Gemeinde Shaar Hashomayim intonierte zum Abschluss den Titelsong seines letzten Albums, You Want It Darker.

### Sonstiges
Cohen wird in dem Nirvana-Song Pennyroyal Tea erwähnt. Dort heißt es in der zweiten Strophe: „Give Me A Leonard Cohen Afterworld.“
Die Band The Sisters of Mercy benannte sich nach dem gleichnamigen Song aus dem Debütalbum und zitierte mit dem Namen ihres Albums Some Girls Wander by Mistake eine Liedzeile aus Cohens Stück Teachers.
In dem Film Mr. Morgans letzte Liebe zitiert die titelgebende Pauline während einer Bootsfahrt die Zeilen „There’s a crack in everything – that is how the light gets in“ aus Cohens Song Anthem; später nimmt Mr Morgan das Zitat auf, als er die junge Frau als seinen „Riss“ bezeichnet.
In einer im Februar 1986 erstmals ausgestrahlten Folge der TV-Serie Miami Vice hatte Cohen einen zweiminütigen Gastauftritt als korrupter Interpol-Fahnder. Laut eigener Aussage wollte Cohen mit seinem Auftritt lediglich seine Kinder beeindrucken, die große Fans der Serie waren.
2015 listete der Rolling Stone Cohen auf Rang 16 der 100 größten Songwriter aller Zeiten.
2017 projizierte die Installationskünstlerin Jenny Holzer in mehreren Sprachen Textzeilen aus dem literarischen und musikalischen Werk Cohens auf dem Silo No. 5 am Montrealer Hafen anlässlich der 375-Jahr-Feier der Stadt.

## Diskografie
Studioalben

| Jahr | Titel                         | Höchstplatzierung, Gesamtwochen, AuszeichnungChartplatzierungen (Jahr, Titel, Platzierungen, Wochen, Auszeichnungen, Anmerkungen) | Höchstplatzierung, Gesamtwochen, AuszeichnungChartplatzierungen (Jahr, Titel, Platzierungen, Wochen, Auszeichnungen, Anmerkungen) | Höchstplatzierung, Gesamtwochen, AuszeichnungChartplatzierungen (Jahr, Titel, Platzierungen, Wochen, Auszeichnungen, Anmerkungen) | Höchstplatzierung, Gesamtwochen, AuszeichnungChartplatzierungen (Jahr, Titel, Platzierungen, Wochen, Auszeichnungen, Anmerkungen) | Höchstplatzierung, Gesamtwochen, AuszeichnungChartplatzierungen (Jahr, Titel, Platzierungen, Wochen, Auszeichnungen, Anmerkungen) | Höchstplatzierung, Gesamtwochen, AuszeichnungChartplatzierungen (Jahr, Titel, Platzierungen, Wochen, Auszeichnungen, Anmerkungen) | Anmerkungen                                                                                 |
| Jahr | Titel                         | DE | AT | CH | UK | US | CA | Anmerkungen                                                                                 |
| ---- | ----------------------------- | --- | --- | --- | --- | --- | --- | ------------------------------------------------------------------------------------------- |
| 1967 | Songs of Leonard Cohen        | DE— GoldDE | — | CH99 Gold · (1 Wo.)CH | UK13 Gold · (70 Wo.)UK | US83 Gold · (14 Wo.)US | — | Erstveröffentlichung: 27. Dezember 1967 Charteintritt in CH erst 2016 Verkäufe: + 1.085.000 |
| 1969 | Songs from a Room             | — | — | — | UK2 Silber · (26 Wo.)UK | US63 (17 Wo.)US | CA10 (… Wo.)CA | Erstveröffentlichung: 7. April 1969 Verkäufe: + 60.000                                      |
| 1971 | Songs of Love and Hate        | DE24 (24 Wo.)DE | — | — | UK4 Silber · (18 Wo.)UK | US145 (11 Wo.)US | CA63 (… Wo.)CA | Erstveröffentlichung: 19. März 1971 Verkäufe: + 60.000                                      |
| 1974 | New Skin for the Old Ceremony | DE17 (24 Wo.)DE | AT2 (8 Wo.)AT | — | UK24 Silber · (3 Wo.)UK | — | — | Erstveröffentlichung: 11. August 1974 Verkäufe: + 60.000                                    |
| 1977 | Death of a Ladies’ Man        | — | — | — | UK35 (5 Wo.)UK | — | — | Erstveröffentlichung: 13. November 1977                                                     |
| 1979 | Recent Songs                  | DE56 (8 Wo.)DE | AT24 (4 Wo.)AT | — | — | — | — | Erstveröffentlichung: 27. September 1979 Charteintritt in DE erst 1980                      |
| 1984 | Various Positions             | DE43 (11 Wo.)DE | AT18 (4 Wo.)AT | CH17 (7 Wo.)CH | UK52 Silber · (6 Wo.)UK | — | CA60 (… Wo.)CA | Erstveröffentlichung: 11. Dezember 1984 Verkäufe: + 170.000                                 |
| 1988 | I’m Your Man                  | DE32 (13 Wo.)DE | AT22 (22 Wo.)AT | CH9 (14 Wo.)CH | UK48 Gold · (13 Wo.)UK | — | CA34 Gold · (… Wo.)CA | Erstveröffentlichung: 21. Februar 1988 Verkäufe: + 880.696                                  |
| 1992 | The Future                    | DE79 (7 Wo.)DE | AT5 (8 Wo.)AT | CH21 (10 Wo.)CH | UK36 Silber · (3 Wo.)UK | — | CA7 ×2Doppelplatin · (… Wo.)CA | Erstveröffentlichung: 20. November 1992 Verkäufe: + 310.000                                 |
| 2001 | Ten New Songs                 | DE16 (11 Wo.)DE | AT5 (14 Wo.)AT | CH10 Gold · (14 Wo.)CH | UK26 Gold · (4 Wo.)UK | US143 (3 Wo.)US | CA4 Platin · (3 Wo.)CA | Erstveröffentlichung: 8. Oktober 2001 Verkäufe: + 575.000                                   |
| 2004 | Dear Heather                  | DE19 (5 Wo.)DE | AT13 (7 Wo.)AT | CH13 (6 Wo.)CH | UK34 Silber · (3 Wo.)UK | US131 (1 Wo.)US | CA5 (1 Wo.)CA | Erstveröffentlichung: 25. Oktober 2004 Verkäufe: + 170.000                                  |
| 2012 | Old Ideas                     | DE4 Gold · (12 Wo.)DE | AT2 Gold · (14 Wo.)AT | CH2 Gold · (17 Wo.)CH | UK2 Gold · (8 Wo.)UK | US3 (8 Wo.)US | CA1 Platin · (13 Wo.)CA | Erstveröffentlichung: 27. Januar 2012 Verkäufe: + 474.000                                   |
| 2014 | Popular Problems              | DE4 (10 Wo.)DE | AT1 Gold · (16 Wo.)AT | CH1 Gold · (14 Wo.)CH | UK5 Silber · (12 Wo.)UK | US15 (5 Wo.)US | CA1 Platin · (10 Wo.)CA | Erstveröffentlichung: 19. September 2014 Verkäufe: + 258.000                                |
| 2016 | You Want It Darker            | DE2 Platin · (21 Wo.)DE | AT1 Platin · (19 Wo.)AT | CH2 Platin · (25 Wo.)CH | UK4 Gold · (13 Wo.)UK | US7 (10 Wo.)US | CA1 Platin · (19 Wo.)CA | Erstveröffentlichung: 21. Oktober 2016 Verkäufe: + 736.000                                  |
| 2019 | Thanks for the Dance          | DE5 (13 Wo.)DE | AT2 Gold · (9 Wo.)AT | CH4 (16 Wo.)CH | UK7 (5 Wo.)UK | US61 (1 Wo.)US | CA1 (6 Wo.)CA | Erstveröffentlichung: 22. November 2019 Verkäufe: + 17.500                                  |

grau schraffiert: keine Chartdaten aus diesem Jahr verfügbar

## Filme
- Ladies and Gentlemen – Mr. Leonard Cohen, Donald Brittain, Don Owen, Kanada 1965, 45 Min.
- Bird on a Wire, Tony Palmer, Großbritannien 1974, 95 Min. (restaurierte und veränderte Fassung 2010 als DVD veröffentlicht), Film über die Tour 1972
- The Song of Leonard Cohen, Harry Rasky, Kanada 1980, 90 Min.
- I Am a Hotel, Regie: Allan F. Nicholls, Kanada 1983, 28 Min., Canadian Broadcasting Corporation
- Songs from the Life of Leonard Cohen, Bob Portway, Großbritannien 1988, 70 Min., BBC-Produktion (VHS-Video)
- Leonard Cohen. Una nit a Barcelona, Spanien 1993, 45 Min., TV-Produktion, TV3 (Katalonien)
- In Short: Leonard Cohen, Kurzfilm, Kanada 1996, 17 Min., National Film Board of Canada
- Leonard Cohen: Printemps 96, Armelle Brusq, Frankreich 1997, 52 Min.
- På danske læber live, Martin de Thurah, Dänemark 2004, 58 min., TV-Produktion
- Leonard Cohen: I’m Your Man, Lian Lunson, USA 2005, 105 Min. (Kanada: 98 Min.)
- What Leonard Cohen Did for Me, Kurzfilm, Martina Hall, Großbritannien 2005, 29 Min., TV-Produktion
- Hommage à Leonard Cohen, Pierre Lamoureux, Kanada 2008, 90 Min., TV-Produktion
- Leonard Cohen: Everybody Knows, Jocelyn Barnabé, Kanada 2008, 54 Min., TV-Produktion
- Live in London, Edward Sanders, USA 2009, 150 Min., DVD[64]
- Leonard Cohen: Live at the Isle of Wight 1970, Murray Lerner, USA 2009, 64 Min., DVD
- Leonard Cohen’s Lonesome Heroes, 2010, 110 Min., DVD
- Songs from the Road, Edward Sanders, 2010, 252 Min., DVD, Konzertfilm Tour 2008/2009
- Marianne & Leonard: Words of Love, Regie: Nick Broomfield, USA 2019, Dokumentarfilm, BBC-Produktion
- Hallelujah: Leonard Cohen, A Journey, A Song, Regie: Dan Geller und Dayna Goldfine, USA/Kanada 2021, Dokumentarfilm
- So Long, Marianne – Eine Leonard-Cohen-Serie, Regie: Øystein Karlsen, achtteiliges Biopic, Gemeinschaftsproduktion Norwegen, England, Deutschland, Kanada, Griechenland, Erstausstrahlung am 22. September 2024, ARD

## Bücher (Auswahl)
- 1956: Let Us Compare Mythologies. McClelland and Stewart, Toronto (zweisprachig deutsch/englisch in: Parasiten des Himmels. Zweitausendeins, Frankfurt am Main 1976).
- 1961: The Spice-Box of Earth. McClelland and Stewart, Toronto  (zweisprachig deutsch/englisch in: Parasiten des Himmels. Zweitausendeins, Frankfurt am Main 1976).
- 1963: The Favorite Game. A Novel. Secker & Warburg, London (in deutscher Sprache: Das Lieblingsspiel. März-Verlag, Frankfurt am Main 1972, ISBN 3-87319-104-0).
  - In neuer deutscher Übersetzung wiederveröffentlicht. Blumenbar-Verlag, München 2009, ISBN 978-3-936738-59-9.
- 1964: Flowers for Hitler. McClelland and Stewart, Toronto u. a. (zweisprachig deutsch/englisch: Blumen für Hitler. Gedichte und Lieder 1956–1970. März-Verlag, Frankfurt am Main 1971).
- 1966: Beautiful Losers. McClelland & Stewart, Toronto (Roman. In deutscher Sprache: Schöne Verlierer. März-Verlag, Frankfurt am Main 1970).
  - Als Taschenbuch in neuer deutscher Übersetzung wiederveröffentlicht: Beautiful Losers. Roman. btb, München 2013, ISBN 978-3-442-73988-2.
- 1966: Parasites of Heaven. McClelland and Stewart, Toronto u. a. (zweisprachig deutsch/englisch: Parasiten des Himmels. Gedichte aus 10 Jahren. Zweitausendeins, Frankfurt am Main 1976).
- 1968: Selected Poems. 1956–1968. Viking Press, New York NY.
- 1972: The Energy of Slaves. Cape, London, ISBN 0-224-00787-4 (zweisprachig deutsch/englisch: Die Energie von Sklaven. Deutsch von Harry Rowohlt. Zweitausendeins, Frankfurt am Main 1975).
- 1978: Death of a Lady’s Man McClelland and Stewart, Toronto, ISBN 0-7710-2177-1 (zweisprachig deutsch/englisch: Letzte Prüfung. Deutsch von Rudolf Hermstein. Zweitausendeins, Frankfurt am Main 1982).
- 1984: Book of Mercy. Cape, London, ISBN 0-224-02261-X (zweisprachig deutsch/englisch: Wem sonst als Dir. März-Verlag, Herbstein 1985, ISBN 3-88880-060-9).
- 1993: Stranger Music. Selected Poems and Songs. Cape, London, ISBN 0-224-03860-5.
- 2006: Book of Longing. McClelland & Stewart, Toronto, ISBN 0-7710-2234-4 (in deutscher Sprache: Buch der Sehnsüchte. Blumenbar-Verlag, München 2008, ISBN 978-3-936738-45-2).
- 2018: The Flame. McClelland & Stewart, Toronto (zweisprachig deutsch/englisch: Die Flamme. The Flame. Kiepenheuer & Witsch, Köln 2018, ISBN 978-3-462-05221-3).
- 2022: A Ballet of Lepers: A Novel and Stories. Grove, New York, ISBN 978-0-8021-6047-8.